# Палладийцирконий
Палладийцирконий — бинарное неорганическое соединение
палладия и циркония
с формулой PdZr,
кристаллы.

## Получение
- Сплавление стехиометрических количеств чистых веществ:

{\displaystyle {\mathsf {Pd+Zr\ {\xrightarrow {1600^{o}C}}\ PdZr}}}

## Физические свойства
Палладийцирконий образует кристаллы нескольких модификаций
:
- моноклинная сингония, пространственная группа C m, параметры ячейки a = 0,66611 нм, b = 0,87499 нм, c = 0,54235 нм, β = 108,21°, Z = 8, существует при температуре ниже 200°С;
- ромбическая сингония, пространственная группа C mcm, параметры ячейки a = 0,33319 нм, b = 1,0301 нм, c = 0,44111 нм, Z = 4, структура типа борида хрома CrB, существует при температуре выше 200°С;
- кубическая сингония, пространственная группа P m3m, параметры ячейки a = 0,33597 нм, Z = 1, структура типа хлорида цезия CsCl, существует при температуре выше 800°С [3][4][5][6][7][8].

Соединение конгруэнтно плавится при температуре 1600°C.